# Neuilly-en-Donjon

Neuilly-en-Donjon este o comună în departamentul Allier din centrul Franței. În 1 ianuarie 2022 avea o populație de 198 de locuitori.